# 141e division d'infanterie
La 141e division d'infanterie, officiellement en allemand Division Nr 141, puis 141. Reserve Division était une unité de dépôt et de remplacement pour l'infanterie dans l'armée de terre allemande durant la Seconde Guerre mondiale.

## Dénominations
- 26 août 1939 : création du Kommandeur der Ersatztruppen I à Insterburg dans le Wehrkreis I.
- 13 novembre 1939 : le Kommandeur der Ersatztruppen I est renommée 151. Division.
- 8 décembre 1939 : la 151. Division est renommée Division Nr 141.
- 1er avril 1942 : la Division Nr 141 est renommée 141. Reserve Division. En septembre 1942, la division est transférée sur le Front de l'Est dans la région de Stowbtsy.
- 19 février 1944 : la division est dissoute ; son personnel est versé dans l'Infanterie Division Demba, une division de la 24evague, une Schatten-Division, puis dans la 68e DI.

## Organisation

### Commandants
| Date                               | Grade           | Commandant          |
| ---------------------------------- | --------------- | ------------------- |
| 1er décembre 1939 - 1er avril 1942 | Generalleutnant | Ulrich von Waldow   |
| 1er avril 1942 - 10 décembre 1942  | Generalleutnant | Heinz Hellmich      |
| 10 décembre 1942 - 20 février 1944 | Generalleutnant | Otto Schönherr (de) |

## Théâtres d'opérations
- Prusse orientale : décembre 1939 - septembre 1940
- Tchécoslovaquie : septembre 1940 - juillet 1941
- Allemagne : juillet 1941 - avril 1942
- Allemagne : avril 1942 - septembre 1942
- Front de l'Est secteur Centre : septembre 1942 - Février 1944

## Ordres de bataille
- 141e division
  - Infanterie-Ersatz-Regiment 1
  - Infanterie-Ersatz-Regiment 21
  - Infanterie-Ersatz-Regiment 206
  - Infanterie-Ersatz-Regiment 491
  - Artillerie-Ersatz-Regiment 1
  - Reiter-Ersatz-Regiment 1
  - Pionier-Ersatz-Bataillon 1
  - Nachrichten-Ersatz-Abteilung 1
  - Fahr-Ersatz-Abteilung 1
- 141e division de réserve
  - Reserve-Grenadier-Regiment 1
  - Reserve-Grenadier-Regiment 61
  - Reserve-Grenadier-Regiment 206
  - Reserve-Artillerie-Abteilung 11
  - Reserve-Pionier-Bataillon 1